# Trivex
Trivex ist ein Werkstoff auf der Basis von Polyurethan zur Herstellung organischer Brillengläser (Kunststoff-Brillengläser). Im Vergleich zu anderen für Brillen verwendeten Kunststoffen ist er weniger anfällig für Verkratzen oder chemische Einwirkung durch Lösungsmittel. Seine Abbe-Zahl beträgt 46 und der Brechungsindex 1.53. Die Verwendung dieses Materials wird insbesondere empfohlen für Polizeibeamte, Sportler, Kinder und Patienten mit eingeschränkter Sehschärfe.
Die Dichte von Trivex liegt unter der von CR-39, MR-8, BaSF64, LaSF35. Trivex hat keine inneren Spannungen. Seine optische Aktivität ist daher gering. Es ist ein guter UV-Schutz. Es hat einen niedrigeren Brechungsindex als Polycarbonat, wodurch die Brillengläser bei gleicher Sehstärke dicker ausfallen. Trivex hat eine geringere Dispersion als Polycarbonat. Dadurch ergeben sich geringere Farbsäume in den Außenbereichen des Sichtfelds.